# JSA安全地帶
《JSA安全地帶》（：／），是一部朴贊郁導演於2000年拍攝的韓國電影，改編自朴尚淵的小說《DMZ》。本片獲得青龍獎最佳影片和最佳導演、大鐘獎最佳影片和最佳男主角（宋康昊）等多項大獎。

## 劇情介紹
某夜，位於朝鮮半島南北邊界板門店的共同警備區發生槍擊案，兩名朝鮮人民軍士兵被殺、二名大韓民國國軍士兵被懷疑涉及其中，經雙方協商決定交由中立國監察委員會調查。委員會遂派遣了瑞士籍韓裔軍官蘇菲，和一位瑞典籍軍官到板門店調查。
調查中，雙方證人均以不合作的態度對待蘇菲，後來蘇菲更被人揭發她的父親曾是韓戰中的一位朝鮮將領。原來韓戰後，朝鮮俘虜可選擇定居南北其中一方，但部份人拒絕居住朝鮮或韓國，最終離開了朝鮮半島；蘇菲的父親則是後輾轉到了中立國居住。蘇菲的身份遭受到韓國質疑，委員會決定另派人員代替她。
最後，兩名韓國軍人當中一人自殺，一人自殺未遂卻重傷，兩人以死來保護服役期間秘密和朝鮮軍人發展出來的友誼。
本片表達了對南北人民超越政治紛爭的友情，被國家對抗的政治現實所壓碎的慨歎。

## 影响

### 票房
2000年韓國年度票房冠軍，觀影人次583萬人次。

### 赠送朝鲜
2007年，时任韩国总统的卢武铉在访问朝鲜时将该影片DVD赠送金正日。

## 演員陣容
- 宋康昊 飾演 吳景弼（朝鮮人民軍軍隊中士 Oh Kyeong-pil）（粵語配音：潘文柏）
- 李炳憲 飾演 李壽赫（大韓民國陸軍兵長 Lee Soo-hyeok）（粵語配音：蘇強文）
- 李英愛 飾演 張蘇菲（中立國監察委員會調查員 韓裔瑞士陸軍少校 Sophie E. Jean）（粵語配音：程文意）
- 金太祐 飾演 南成植（大韓民國陸軍一等兵 Nam Sung-shik）（粵語配音：陳卓智）
- 申河均 飾演 鄭宇真（朝鮮人民軍列兵 Jeong Woo-jin）（粵語配音：雷霆）
- 李漢偉
- 高仁裴
- 李對淵
- 基周峯
- 元根熙
- 高銀亞
- Herbert Ulrich 飾演 中立國監察委員會調查員 瑞典中校
- Christoph Hofrichter 飾演 Bruno Botta（中立國監察委員會調查員 瑞士少將 MG Bruno Botta）

### 特別出演
- 金明秀（朝鲜语：김명수 (배우)） 飾演 崔滿洙（朝鮮人民軍軍隊上尉 Choi Man-soo）（粵語配音：梁志達）

## 外部連結
- 互联网电影数据库（IMDb）上《Joint Security Area》的资料（英文）
- 豆瓣电影上《JSA安全地帶》的資料 （简体中文）

1. ↑  "With DVD gifts, Kim Jong-Il gets chattier," Associated Foreign Press, Oct. 3, 2007